# Capilla de los Reyes Nuevos (Catedral de Toledo)

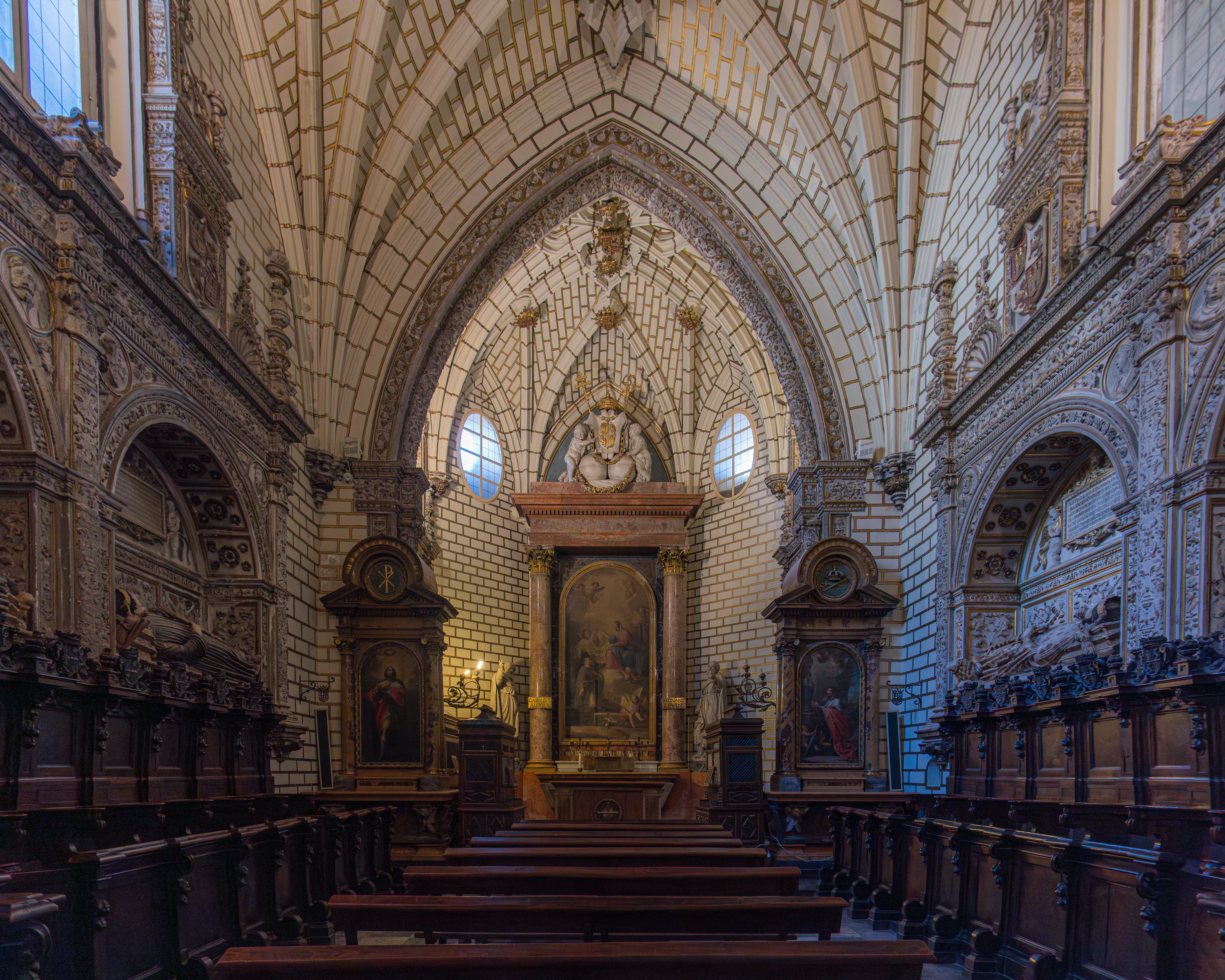
Capilla funeraria de la Casa de Trastámara.

La capilla de los Reyes Nuevos de Toledo es una capilla de la  catedral de Toledo, la segunda capilla real que construyeron los reyes de Castilla en dicha catedral. 
Fue iniciada por Enrique II de Castilla, primer rey de la casa de Trastámara, que buscó el marco legitimador que ofrecía la catedral toledana al albergar la capilla de los Reyes Viejos, donde estaban enterrados los reyes Sancho IV, Alfonso VII el Emperador y Sancho III el Deseado.

## Descripción de la capilla

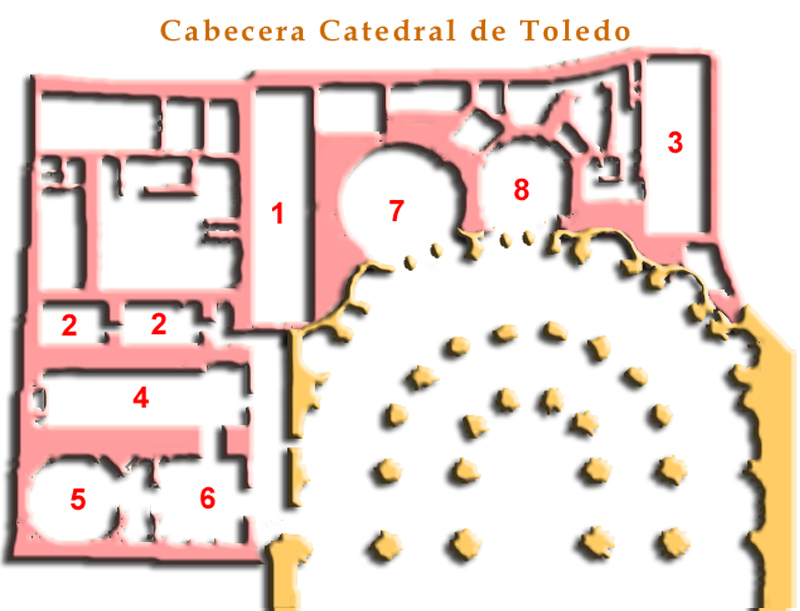
Sección del plano de la catedral;girola la capilla de los reyes nuevos n.º 1 en el plano.

Hoy día no se encuentra en su emplazamiento original, habiendo sido trasladada en el siglo XVI por el obstáculo que suponía a las procesiones en el interior de la catedral. Para solucionarlo se trasladaron los sepulcros de los reyes y reinas y parte de los ornamentos.
La actual capilla, fue diseñada por Mateo de Medina, autor también del retablo mayor. Está situada en el lado norte, entre la capilla de Santiago y la capilla de Santa Leocadia. Tiene un acceso raro y difícil, solucionado por el arquitecto Alonso de Covarrubias. Antes de ser trasladada a este espacio se llamaba Capilla Real y se encontraba a los pies de la catedral, en la nave lateral del lado norte (lado del Evangelio), apropiándose el último tramo, por lo que cortaba e impedía el paso por el final de esta nave. El Cabildo quiso cambiar el lugar de esta capilla para despejar la nave y el arzobispo Alfonso de Fonseca y Acevedo pidió el permiso correspondiente al Emperador. Pero lo difícil era buscar un sitio idóneo, lo cual por fin se solucionó gracias al ingenio y habilidad de su arquitecto.
Más que una capilla puede considerarse como una pequeña iglesia, de una nave con dos tramos y un ábside poligonal, más una sacristía y un vestíbulo de entrada, solución original de Covarrubias. Se construyó entre 1531 y 1534. Es la primera gran obra de Covarrubias en Toledo.
Los dos tramos de la nave tienen bóveda de crucería gótica pero toda la ornamentación y labra de los sepulcros son renacentistas. Están separados por la reja de Domingo de Céspedes. El primer tramo forma el cuerpo de la pequeña iglesia con algunos altares y en el segundo tramo es donde se encuentran los enterramientos reales trasladados y metidos en arcosolios renacentistas, obra de Covarrubias. En un costado se encuentran Enrique II y su esposa Juana Manuel y frente a ellos y en lucillos, Enrique III el Doliente y Catalina de Lancaster. También está la estatua orante de Juan II, cuyo enterramiento se encuentra en la Cartuja de Miraflores de Burgos.
Tras el arco que da acceso al presbiterio se encuentran dos altares pequeños, obra neoclásica. El altar mayor es de Mateo Medina; tiene una pintura de Maella con el tema de la Descensión, enmarcada por dos columnas corintias. A ambos lados de este altar están los enterramientos con las respectivas estatuas orantes de Juan I y su esposa Leonor de Aragón.
Como recuerdo histórico se conserva en esta capilla el arnés del alférez Duarte de Almeida que luchó en la Batalla de Toro (donde perdió los dos brazos siendo hecho prisionero por las tropas de los Reyes Católicos en 1476).
Entre sus capellanes citaremos la figura de Pedro Calderón de la Barca nombrado capellán en 1653.

## Sepulcros reales
En esta capilla de los Reyes Nuevos están enterrados los siguientes reyes:
- Enrique II de Castilla (1333-1379), hijo de Alfonso XI el Justiciero.
- Juana Manuel (1339-1381), esposa de Enrique II e hija de Don Juan Manuel.
- Juan I de Castilla (1358-1390), hijo de Enrique II de Castilla.
- Leonor de Aragón (1358-1382), esposa de Juan I de Castilla e hija de Pedro IV de Aragón.
- Enrique III de Castilla (1379-1406), hijo de Juan I de Castilla.
- Catalina de Lancaster (1373-1418), esposa de Enrique III de Castilla e hija de Juan de Gante.

### Sepulcro de Enrique II de Castilla
El sepulcro del rey Enrique II de Castilla, fallecido en 1379, está colocado sobre la sillería del coro, en el lado de la Epístola, y es un sepulcro adosado de estilo plateresco. La caja del sepulcro está adornada con los escudos de Castilla y León, y en la parte baja del interior del lucillo de enterramiento están colocados tres paneles decorados con trofeos, y sobre los tres paneles dos niños aparecen sujetando la cartela que contiene el epitafio del monarca:

AQUI YAZE EL MUY AVENTURADO E NOBLE CAVALLERO REI DON ENRRIQUE DE DULCE MEMORIA, HIJO DEL MUI NOBLE REI DON ALFONSO, QUE VENCIO LA DE BENAMARIN E FINO EN SANTO DOMINGO DE LA CALÇADA, E ACABO MUI GLORIOSAMENTE A XXX DIAS DE MAYO, AÑO DEL NACIMIENTO DE NUESTRO SALVADOR JESUCRISTO DE MCCCLXXIX AÑOS.
Sepulcro de Enrique II de Castilla

Sobre el sepulcro está colocada la estatua yacente que representa a Enrique II, realizada en alabastro policromado. El monarca, vestido con los atributos reales, sujeta con su mano izquierda la espada y el talabarte adornado con leones y castillos. En la mano derecho el monarca empuña el cetro, cuyo extremo superior reposa en los tres almohadones que sostienen la cabeza del monarca. El rey calza chapines y sus pies reposan sobre un león acostado.

### Sepulcro de la reina Juana Manuel
El sepulcro de la reina Juana Manuel de Villena, fallecida en 1381, es similar al de su esposo, el rey Enrique II de Castilla. Dos ángeles arrodillados sostienen la cartela que contiene el epitafio de la reina:

AQUI YAZE LA MUI CATHOLICA Y DEVOTA REINA DOÑA JUANA, MADRE DE LOS POBRES E MUGER DEL NOBLE REI DON ENRRIQUE E HIJA DE DON JUAN, HIJO DEL INFANTE DON MANUEL, LA QUAL EN VIDA Y MUERTE NO DEXO EL HABITO DE SANTA CLARA. E FINO A VEINTE Y SIETE DE MAYO, AÑO DEL NACIMIENTO DE NUESTRO SALVADOR JESUCRISTO DE MCCCLXXXI AÑOS.
Sepulcro de la reina Juana Manuel

La reina viste brial, y sobre la túnica blanca interior lleva manto real y pellote. La mano izquierda de la reina sostiene un libro de rezos. Un ángel arrodillado sostiene la corona real sobre la cabeza de la reina, cuya cabeza, cubierta con un velo, reposa sobre tres almohadones.

### Sepulcro de Juan I de Castilla
El sepulcro del rey Juan I de Castilla, fallecido en 1390, está situado junto al de su primera esposa, la reina Leonor de Aragón. El sepulcro de Juan I es adosado y de estilo plateresco. Dos ángeles sostienen la cartela en la que aparece esculpido el epitafio del monarca:

AQUI YAZE EL MUI NOBLE I CATHOLICO Y VIRTUOSO REI DON JUAN, HIJO DEL SEÑOR REI DON ENRIQUE DE SANTA MEMORIA I DE LA REINA DOÑA JUANA, HIJA DEL MUI NOBLE DON JUAN, HIJO DEL INFANTE DON MANUEL. FINO A NUEVE DIAS DEL MES DE OCTUBRE AÑO DEL NACIMIENTO DE NUESTRO SEÑOR JESUCHRISTO DE MCCCXC AÑOS.
Sepulcro de Juan I de Castilla

La escultura orante que representa a Juan I de Castilla fue realizada en el siglo XVI, y es obra del escultor Jorge Contreras. Dicha estatua reemplazó a la primitiva estatua yacente de Juan I, que estaba colocada en la primitiva capilla de los Reyes Nuevos. El monarca aparece arrodillado en actitud orante, está revestido con una armadura, porta manto real, y sobre su frente lleva ceñida la corona real. El paño que cubre el reclinatorio, sobre el que está colocado un devocionario abierto, está adornado con el escudo de Castilla y León. 

### Sepulcro de la reina Leonor de Aragón
El sepulcro de la reina Leonor de Aragón, fallecida en 1382, está colocado en el lado de la Epístola de la capilla. Dos ángeles sostienen la cartela en la que aparece esculpido el epitafio de la reina:

AQUI IACE LA MUI ESCLARECIDA I MUI CATHOLICA REINA DOÑA LEONOR, MUGER DEL MUI NOBLE REI DON JUAN, HIJA DEL MUI ALTO REI DON PEDRO DE ARAGON, MADRE DEL MUI JUSTICIERO REI DON ENRRIQUE I DEL INFANTE DON FERNANDO. FALLECIO A TREZE DIAS DE SEPTIEMBRE AÑO DEL NACIMIENTO DE NUESTRO SEÑOR JESUCHRISTO DE MCCCLXXXII AÑOS.
Sepulcro de la reina Leonor de Aragón

La estatua orante de la reina Leonor de Aragón es similar a la de su esposo, el rey Juan I de Castilla, aunque en el reclinatorio sobre el que se apoya la reina aparece colocado el Señal Real de Aragón.

### Sepulcro de Enrique III de Castilla
El sepulcro del rey Enrique III de Castilla, fallecido en 1406, está colocado sobre la sillería del coro, en el lado del Evangelio, y es un sepulcro adosado de estilo plateresco. La caja del sepulcro está adornada con los escudos de Castilla y León, y en la parte baja del interior del lucillo de enterramiento están colocados tres paneles decorados con trofeos, y sobre los tres paneles dos niños aparecen sujetando la cartela que contiene el epitafio del monarca:

AQUI IACE EL MUI TEMIDO Y JUSTICIERO REI DON ENRIQUE DE DULCE MEMORIA QUE DIOS DE SANTO PARAISO HIJO DEL CATHOLICO REI DON JUAN NIETO DEL NOBLE CAVALLERO DON ENRIQUE EN 16 AÑOS QUE REINO FUE CASTILLA TEMIDA Y HONRRADA NACIO EN BURGOS DIA DE SAN FRANCISCO Y MURIO DIA DE NABIDAD EN TOLEDO IENDO A LA GUERRA DE LOS MOROS CON LOS NOBLES DEL REINO FINO AÑO DEL SEÑOR DE 1407.
Sepulcro de Enrique III de Castilla

Sobre el sepulcro está colocada la estatua yacente que representa a Enrique III, realizada en alabastro policromado. Enrique III aparece vestido con el hábito franciscano, aunque con las manos sujeta su espada, con su talabarte, que discurre paralelo al cordón franciscano. La cabeza del monarca, ceñida por la corona real, descansa sobre tres ricos almohadones, y los pies del rey aparecen descalzos. En los extremos de la estatua yacente están colocados cuatro ángeles arrodillados.

### Sepulcro de la reina Catalina de Lancaster
El sepulcro de la reina Catalina de Lancaster, fallecida en 1418 y esposa del rey Enrique III de Castilla, está colocado en el lado del Evangelio y junto al altar de San Hermenegildo. Dos ángeles sostienen la cartela en la que aparece esculpido el epitafio de la reina:

AQUI YACE LA MUI CATHOLICA Y ESCLARECIDA SEÑORA REINA DOÑA CATALINA DE CASTILLA E LEON MUGER DEL MUI TEMIDO REI DON ENRIQUE MADRE DEL MUI PODEROSO REI DON JUAN TUTORA E REGIDORA DE SUS REINOS HIJA DEL MUI NOBLE PRINCIPE DON JUAN PRIMOGENITO DEL REI DE INGLATERRA DUQUE DE GUILANA Y ALENCASTRE E DE LA INFANTA DOÑA CONTANCA PRIMOGENITA Y HEREDERA DE LOS REINOS DE CASTILLA DUQUESA DE ALENCASTRE NIETA DE LOS JUSTICIEROS REYES DEL REI DON PEDRO DE CASTILLA POR LA QUAL ES PAZ Y CONCORDIA PREVISTA PARA SIEMPRE ESTA SEÑORA FINO EN BALLADOLID A 2 DIAS DE JUNIO DE 1418 AÑOS FUE TRASLADADA AQUI DOMINGO 10 DIAS DE DICIEMBRE AÑO DE 1419.
Sepulcro de la reina Catalina de Lancaster

Es un sepulcro adosado de estilo plateresco, similar al del rey Enrique III, aunque la reina aparece vestida con túnica y manto, adornado este último con flores. Las manos de la reina están colocadas sobre el pecho, y la mano izquierda sujeta un devocionario. La cabeza de la reina, que descansa sobre tres almohadones recamados, está cubierta por una toca, y ciñe su frente una corona real.

## Galería de imágenes

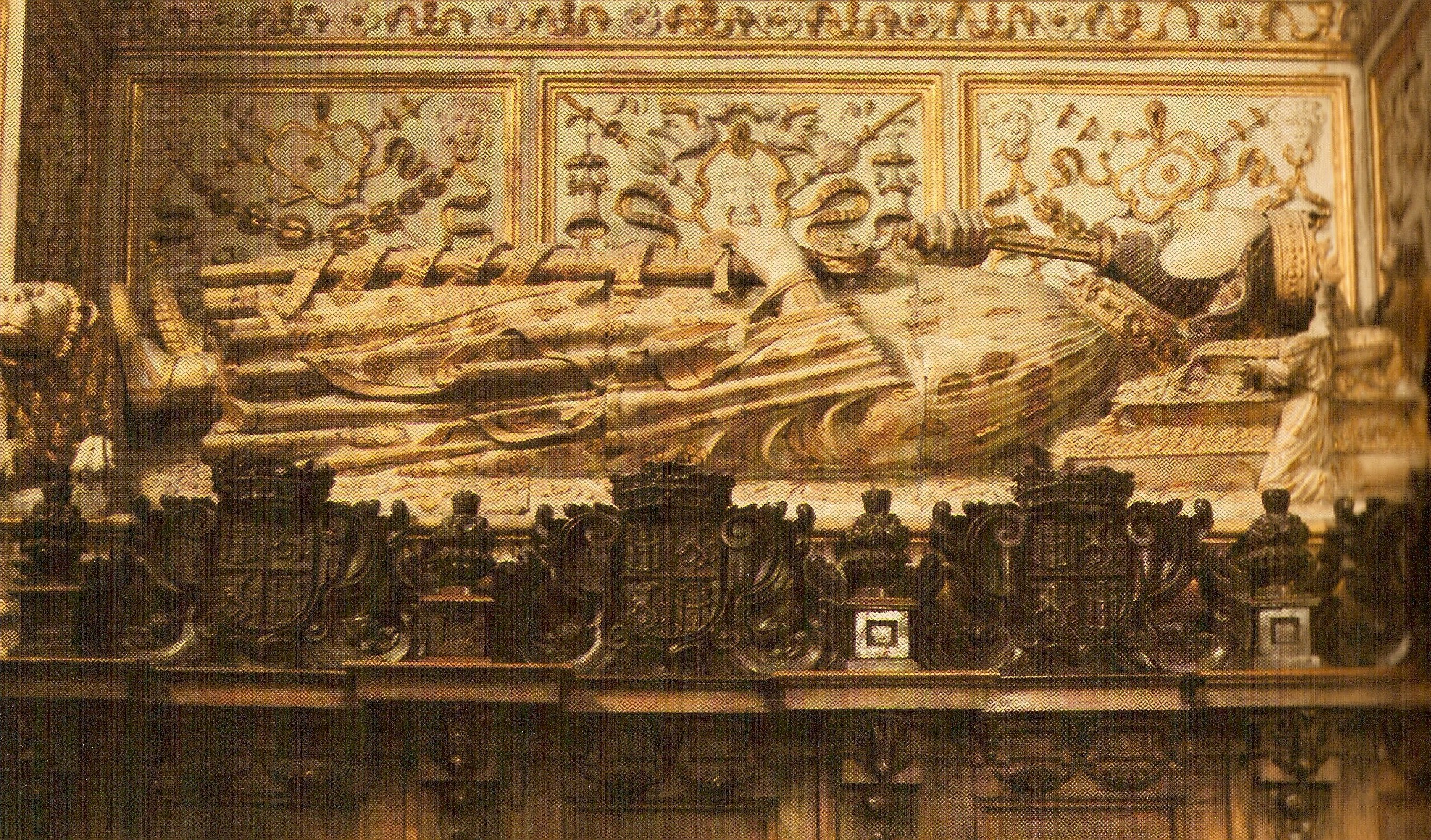
Enrique II de Castilla
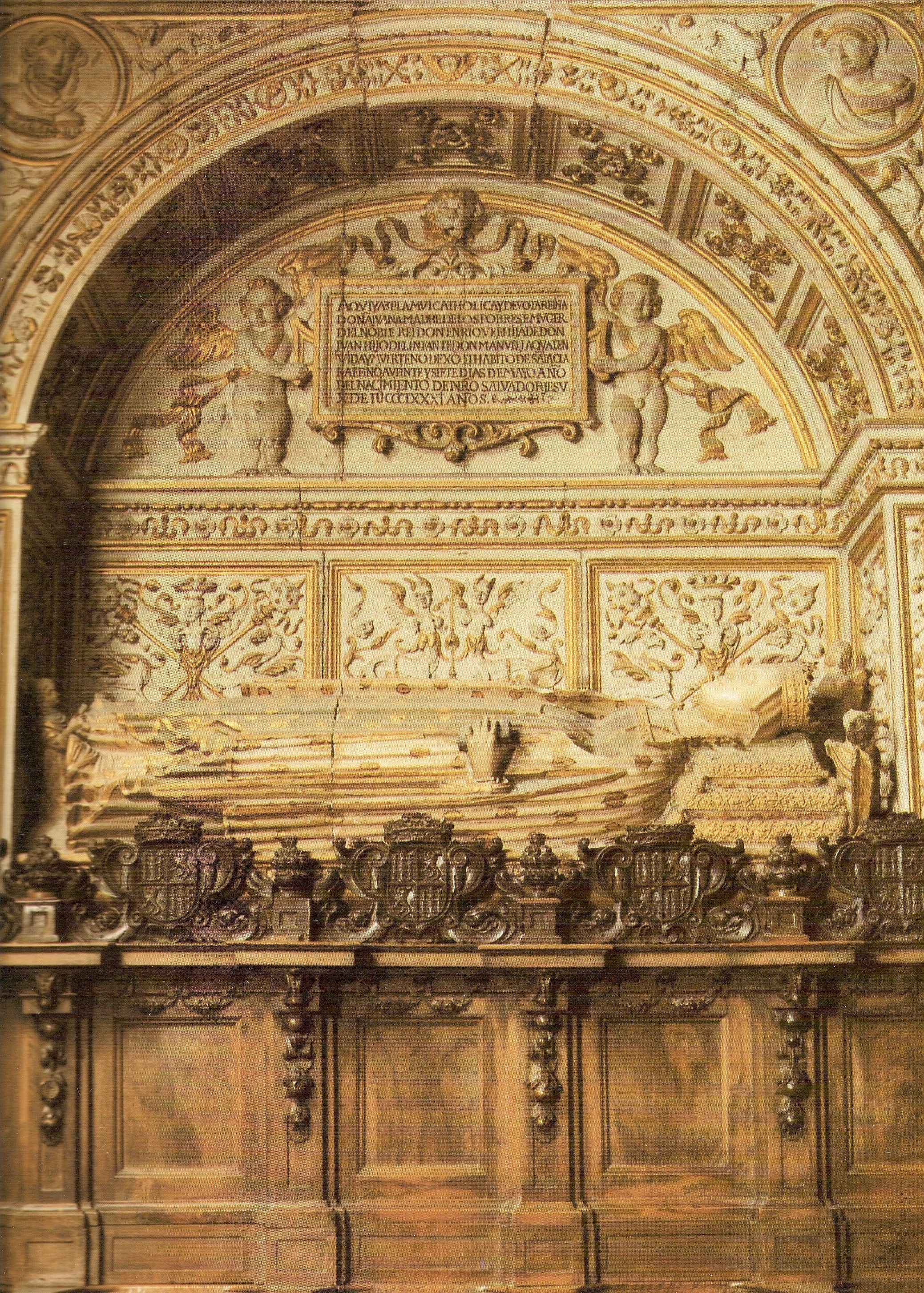
Juana Manuel, esposa de Enrique II
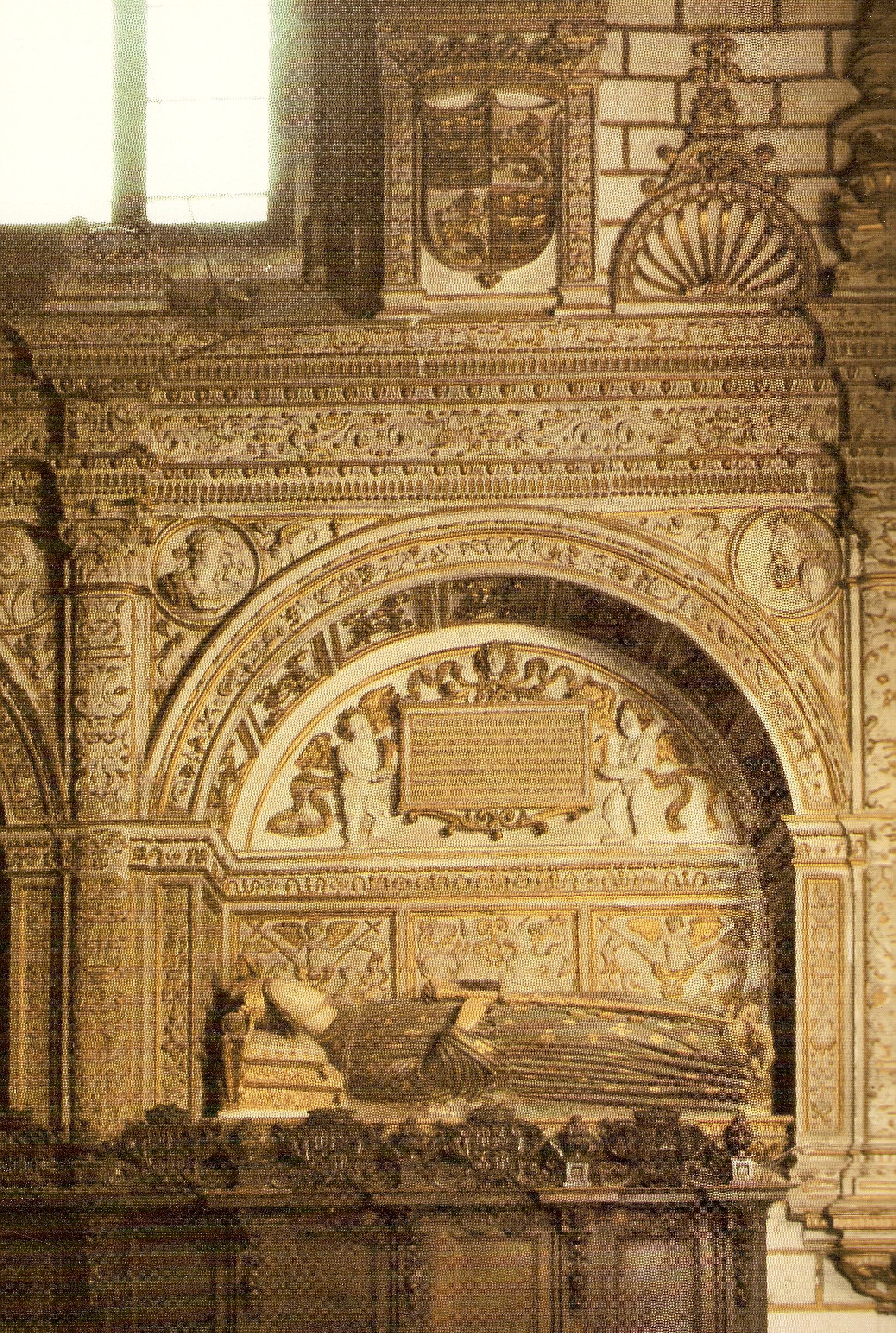
Enrique III el Doliente
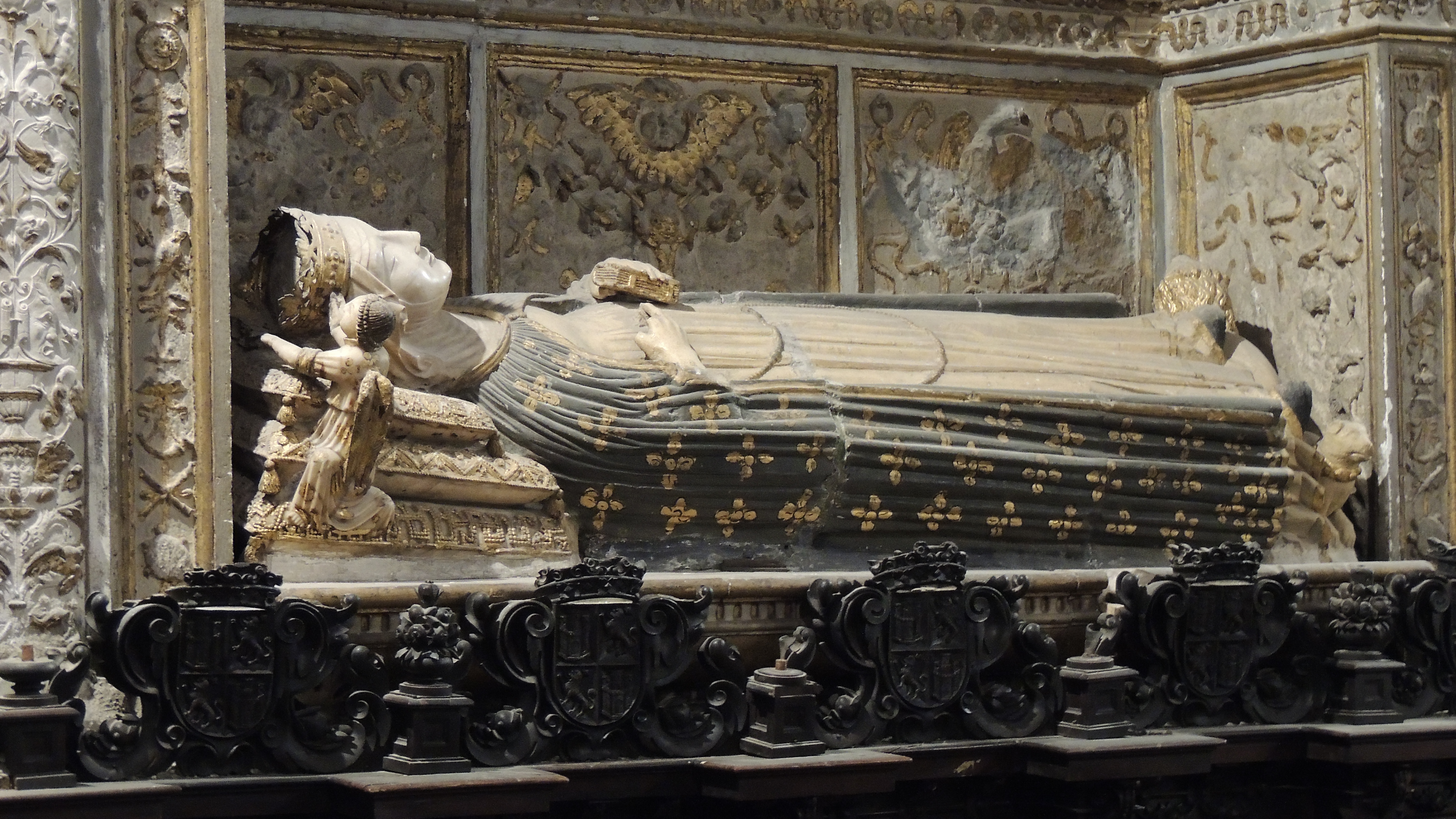
Catalina de Lancaster, esposa de Enrique III
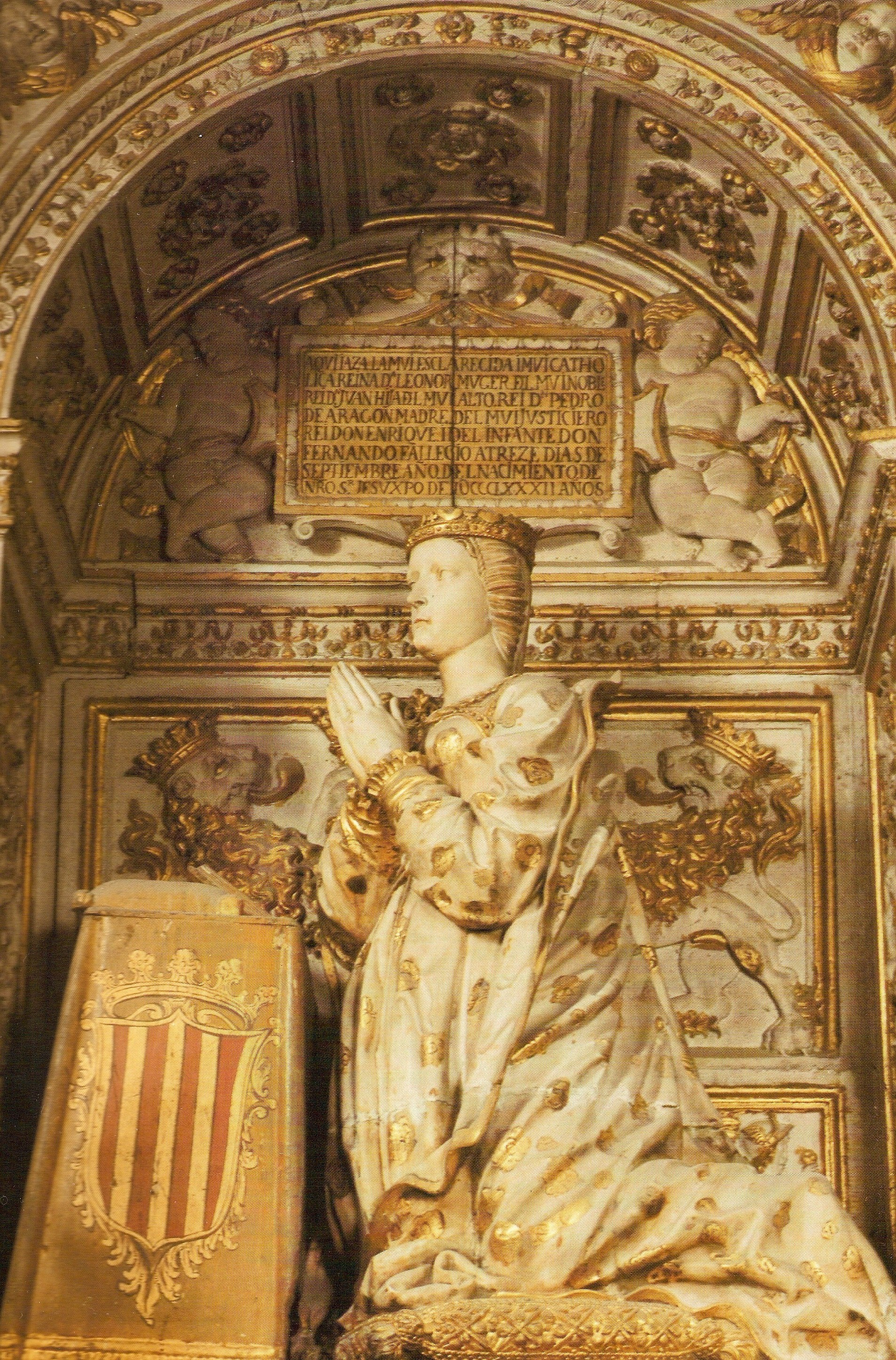
Leonor de Aragón, esposa de Juan I de Castilla
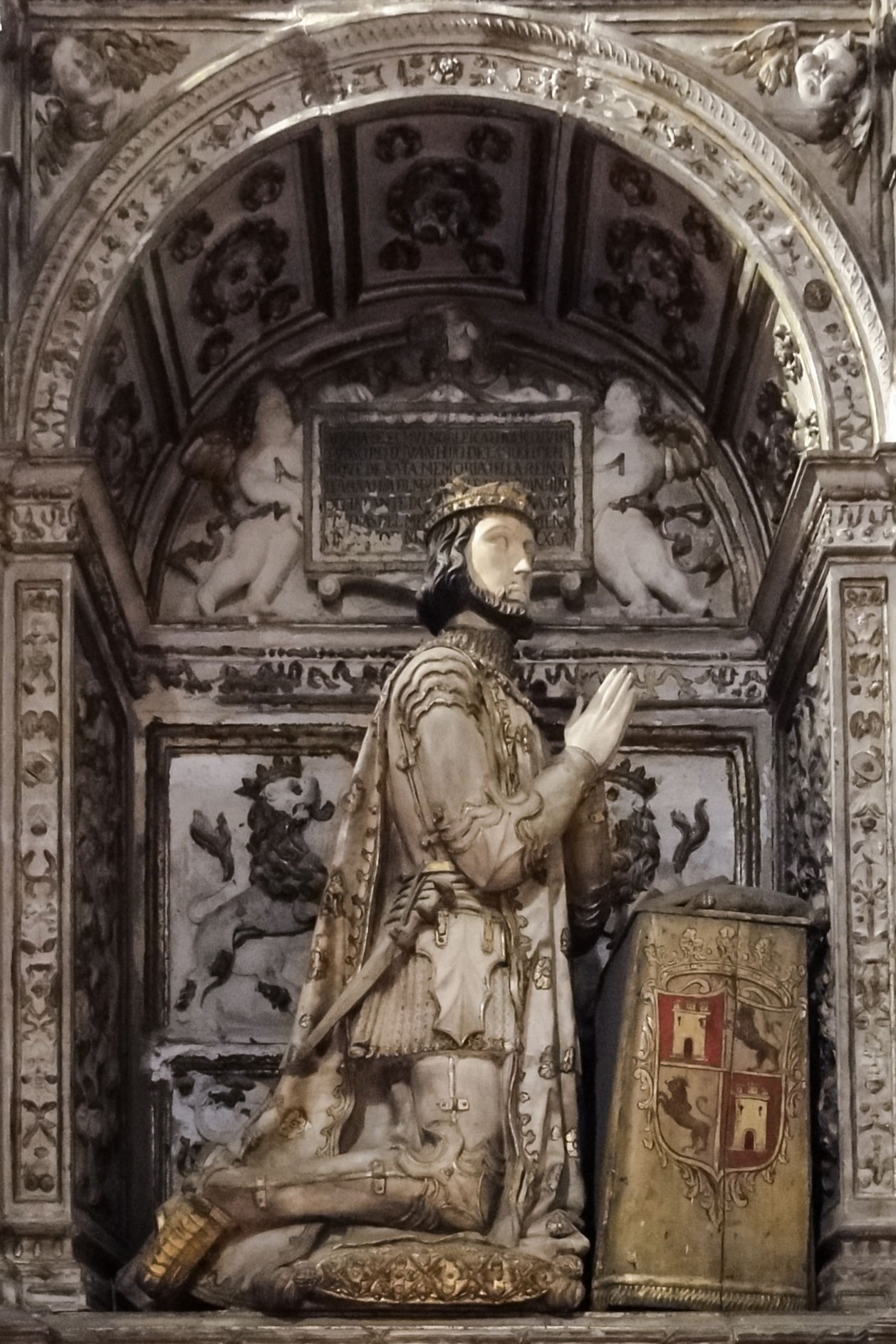
Juan I de Castilla